# Delias ninus
Delias ninus is een vlindersoort uit de familie van de Pieridae (witjes), onderfamilie Pierinae.
Delias ninus werd in 1867 beschreven door Wallace.

## Kenmerken
De spanwijdte bedraagt ongeveer 6 tot 7,5 cm.

## Verspreiding en leefgebied
Deze vlindersoort komt voor in Indonesië en Maleisië.